# Soulbringer
Soulbringer est un jeu vidéo de rôle développé par Infogrames et édité par Interplay, sorti en 2000 sur Windows.

## Accueil
- GameSpy : 55 %[1]